# Spálené stodoly
Spálené stodoly (originální francouzský název Les Granges brûlées) je francouzské kriminální filmové drama režiséra Jeana Chapota z roku 1973 s Alainem Delonem a Simone Signoretovou v hlavních rolích.

## Obsazení
| Alain Delon         | soudce Pierre Larcher |
| Simone Signoretová  | Rose Cateuxová        |
| Paul Crauchet       | Pierre Cateux         |
| Bernard Le Coq      | Paul Cateux           |
| Jean Bouise         | novinář               |
| Miou-Miou           | Monique Cateuxová     |
| Pierre Rousseau     | Louis Cateux          |
| Catherine Allégret  | Françoise Cateuxová   |
| Béatrice Costantini | Lucile Cateux         |
| Renato Salvatori    | hoteliér              |
| Christian Barbier   | kapitán četnictva     |
| Gérard Chevalier    | Émile                 |
| Martin Trévières    | Raoul Renevier        |
| Fernand Ledoux      | starý soudce          |
| Armand Abplanalp    | policejní úředník     |